# Velké Kunětice
Velké Kunětice är en ort i Tjeckien.   Den ligger i regionen Olomouc, i den östra delen av landet, 200 km öster om huvudstaden Prag. Velké Kunětice ligger 330 meter över havet och antalet invånare är 635.
Terrängen runt Velké Kunětice är platt åt nordväst, men åt sydost är den kuperad. Terrängen runt Velké Kunětice sluttar norrut.Runt Velké Kunětice är det ganska tätbefolkat, med 52 invånare per kvadratkilometer. Närmaste större samhälle är Jeseník, 11,1 km söder om Velké Kunětice. I omgivningarna runt Velké Kunětice växer i huvudsak blandskog.